# Aminiasi Tuimaba

a Compétitions nationales et continentales officielles uniquement.

b Matchs officiels uniquement.
Dernière mise à jour le 4 août 2022.
Aminiasi Tuimaba, né le 26 mars 1995 sur l'île de Vio (Fidji), est un joueur de rugby à XV et rugby à sept fidjien évoluant au poste d'ailier. Il évolue avec la Section paloise en Top 14 depuis 2020.

## Carrière
Aminiasi Tuimaba suit sa formation à la Natabua High School à Lautoka où il pratique l'athlétisme et le rugby à XV, et se fait remarquer par sa pointe de vitesse. 
Il passe ensuite au rugby à XIII, et joue avec les Saru Dragons de Lautoka, puis avec les Tupapa Panthers basés à Avarua aux Îles Cook,. Il retourne ensuite jouer au rugby à XV et à sept avec l'équipe de Yasawa. Il s'engage également avec l'armée fidjienne, et joue régulièrement dans le championnat militaire à sept,. 
Remarqué grâce à ses performances dans le championnat domestique fidjien, il est repéré par le sélectionneur de l'équipe des Fidji de rugby à sept, Gareth Baber (en), qui le recrute pour disputer la saison 2018-2019 des World Rugby Sevens Series. Il fait ses premiers pas avec la sélection fidjienne en novembre 2018 à l'occasion du championnat d'Océanie de rugby à sept. Il fait ses débuts en Sevens Series lors du tournoi de Dubaï. Cette première saison est couronnée de succès d'un point de vue collectif, puisque son équipe remporte le World Rugby Sevens Series, après avoir remporté cinq tournois sur dix. Grâce à ses qualités de vitesse, il s'impose comme le titulaire au poste d'ailier, en jouant les dix tournois de la saison, et finit deuxième meilleur marqueur de la saison (derrière l'américain Carlin Isles) avec 46 essais marqués en 53 rencontres. Il est également élu dans l'équipe type de la saison, aux côtés de ses coéquipiers Meli Derenalagi, Vilimoni Botitu et Jerry Tuwai,. 
La saison suivante, il repart sur les mêmes bases, et était le deuxième meilleur d'essais (avec 20 unités) au moment où la saison est interrompue à cause de la pandémie de Covid-19 en mars 2020 ,. De même, les Jeux olympiques d'été de 2020 que Tuimaba avait l'intention de disputer avec sa sélection, sont reportés en 2021,.
En mai 2020, il signe un contrat de deux saisons avec la Section paloise en Top 14,. Il vit une première saison en Top 14 compliquée jusqu'au printemps 2021, puis il finit la saison très fort en inscrivant six essais en six matchs,.
Il est fait son retour avec la sélection fidjienne à sept pour les Jeux olympiques de Tokyo 2020. Il remporte la médaille d'or, après avoir battu l'équipe de Nouvelle-Zélande en finale.
Lors de sa deuxième saison avec Pau, il dispute dix-huit matchs, et inscrit quatre essais. Il prolonge également son contrat avec Pau pour deux saisons supplémentaires, soit jusqu'en 2024.
En novembre 2021, il est sélectionné pour la première fois avec l'équipe des Fidji de rugby à XV pour disputer la tournée d'automne en Europe. Il connaît sa première sélection le 6 novembre 2021 contre l'Espagne à Madrid. Il marque un essai à cette occasion.
Lors de l'été 2022, il fait son retour avec la sélection fidjienne à sept à l'occasion des Jeux du Commonwealth de Birmingham. Les Fidjiens terminent le tournoi à la seconde place.

## Palmarès

### En rugby à sept
- 2019 : Vainqueur des World Rugby Sevens Series.
- 2021 :  Médaille d'or aux Jeux olympiques 2020 à Tokyo avec l'équipe des Fidji de rugby à sept.
- 2022 :  Médaille d'argent aux Jeux du Commonwealth de 2022 à Birmingham.